# 어플루엔자
어플루엔자(Affluenza)는 풍요를 뜻하는 낱말 affluence와 유행성 독감을 뜻하는 낱말 influenza의 합성어이다.
이 낱말은 1997년 방영된 PBS 다큐멘터리 <어플루엔자 Affluenza>에서 "풍요의 시대에 만연한 소비중독 바이러스"라는 의미로 처음 사용되었다. 이 후 1998년 후속 다큐멘터리 <어플루엔자로부터의 도피 Esacpe from Affluenza>의 제작과 2001년 다큐멘터리와 같은 이름의 책 <어플루엔자 Affluenza>의 발간을 통해 널리 쓰이는 어휘로 정착되었다.
다큐멘터리 제작자 존 그라프와 환경과학자 데이비드 왠, 경제학자 토머스 네일 리가 공동집필한 책 <어플루엔자 Affluenza>에서는 어플루엔자를 다음과 같이 정의하고 있다.
어플루엔자 Affluenza: 명. 고통스럽고 전염성이 있으며 사회에 전파되는 병으로, 끊임없이 더 많은 것을 추구하는 태도에서 비롯하는 과중한 업무, 빚, 근심, 낭비 증상을 수반한다.
즉 어플루엔자는 삶에 대한 무력감, 과도한 스트레스, 이미 많은 것을 가졌으면서도 채워지지 않는 갈망, 쇼핑 중독, 만성 울혈 같은 다양한 병후가 사회 전체에 만연하게 되는 일종의 사회병리 현상을 가리키는 용어이다.